# Der Aufrechte
Der Aufrechte war eine monarchistische Zeitschrift und erschien  von 1919 bis 1938. Die Zeitschrift war das Publikationsorgan des am 9. November 1918 gegründeten monarchistischen Bundes der Aufrechten.

## Geschichte
Die Zeitschrift erschien zweimal monatlich in Berlin bei der Vaterländischen Verlags- und Kunstanstalt G.m.b.H in dem heute ungewöhnlichen Format B5. Herausgeber, verantwortlicher Schriftleiter und Verleger war der Berliner Schriftsteller Ernst Pfeiffer. Die Geschäftsstelle befand sich in Berlin SW 61 in der Möckernstraße 61.
Auf der Titelseite befanden sich unter dem großen, in deutscher Frakturschrift geschriebenen Namen Der Aufrechte in kleinerer Schriftgröße, ebenfalls in Fraktur, mehrere Zeilen Untertitel:
| Der Aufrechte                                                      |           |
| Ein Kämpfer für christlich=deutsche Erneuerung                     |           |
| Wahrhaft                                                           | Furchtlos |
| (Dennoch)                                                          |           |
| Wehrhaft                                                           | Treu      |
| Ein deutsches Volksblatt                                           |           |
| Mit Gott für König und Vaterland! – Mit Gott für Kaiser und Reich! |           |

Das „Dennoch“ befand sich in einem von den vier anderen Worten wie oben dargestellt umgebenen Kreis mit einer Zeichnung einer durch eine Hand hochgehaltenen schwarz-weiß-roten Flagge des Deutschen Kaiserreichs.
Ab 1934 firmierte die Zeitschrift unter Der Aufrechte – Volkstümliche Blätter für Geschichte, Tradition und Leben – die obengenannten Untertitel fielen weg. Die Umbenennung war nach dem Verbot des Bundes der Aufrechten notwendig geworden.
In der Zeit des Nationalsozialismus überlebte die Zeitung den bereits seit 1934 verbotenen Bund der Aufrechten noch um knapp vier Jahre und wurde 1938 durch das NS-Regime endgültig verboten. Den Lesern wurde dies noch durch die letzte Ausgabe, Nr. 12/1938 vom 28. Juni 1938, mitgeteilt: Die Ausgabe bestand nur aus einem Blatt mit dem Kopf der Zeitschrift und darunter dem Satz: „Der ‚Aufrechte‘ ist bis auf weiteres verboten!“